# تندلة

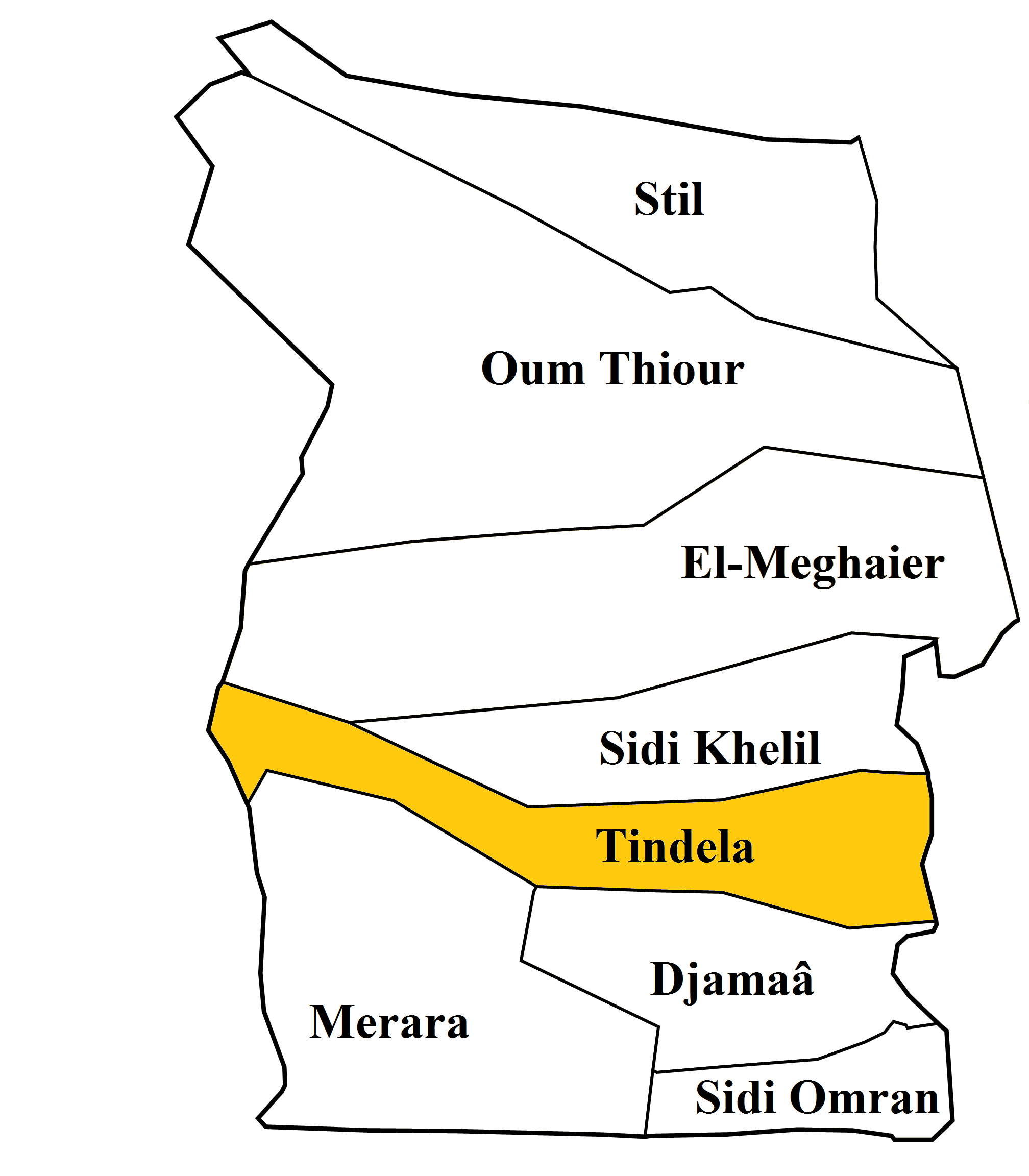
بلدية تندلة ولاية المغير

بلدية تندلة إحدى بلديات ولاية المغير الجزائرية.

## التسمية
التندلة هي طريقة قديمة لـ تعقيم الطعام. ولكن ما زالت تلك الطريقة تستخدم في بعض الأحيان.
تقوم طريقة التعقيم الحديثة والفعالة والبسيطة على تسخين المادة المراد تعقيمها حتى 121 درجة مئوية لمدة 15 دقيقة في نظام ضغط. وإذا لم يتوفر نظام ضغط واستمرت عملية التعقيم باستخدام حرارة غير مضغوطة عوضًا عنه حتى 100 درجة مئوية، فستقتل الحرارة الخلايا البكتيرية ولكن ستظل التحوصلات البكتيرية حية. وفي مثل هذه الحالة تستخدم طريقة التندلة للقضاء على تلك التحوصلات.[1] ولقد تمت تسمية تلك الطريقة على اسم مكتشفها، العالم جون تندل (John Tyndall) من القرن التاسع عشر.
تقوم عملية التندلة بصورة أساسية على تسخين المواد لمدة 15 دقيقة على مدار 3 أيام متتالية (عادة يتم غلي المواد). وفي اليوم الثاني سيتم إنتاش معظم التحوصلات التي ظلت حية من اليوم الأول وتتحول إلى خلايا بكتيرية. وسيتم القضاء على تلك الخلايا أثناء التسخين في اليوم الثاني. وفي اليوم الثالث يتم القضاء على الخلايا البكتيرية الناتجة عن إنتاش التحوصلات الأخيرة. في أثناء فترة الانتظار على مدار الأيام الثلاثة، يتم الحفاظ على المادة الجاري تعقيمها في درجة حرارة غرفة دافئة؛ أي درجة حرارة تحفز عملية إنتاش التحوصلات. وتتطلب عملية الإنتاش أيضًا توفر بيئة رطبة. فعندما تكون البيئة محفزة على تكون الخلايا من التحوصلات، فلن يحدث تكون التحوصلات من الخلايا (انظر تحوصلات بكتيرية). تكون عملية التندلة عملية فعالة بصورة عامة، ولكن موثوقيتها ليست معتمدة بنسبة 100 في المائة. ولا تستخدم كثيرًا في الوقت الحاضر، ولكن لها استخدامات في تعقيم بعض الأشياء التي لا يمكنها تحمل التسخين بالضغط، مثل بذور النباتات. فليس من الضروري رفع درجة الحرارة حتى 100 درجة مئوية لقتل الخلايا البكتيرية.